# Monumento a Washington
Il monumento a Washington è un obelisco di marmo, eretto a Washington per commemorare George Washington, padre fondatore e primo presidente degli Stati Uniti d'America.
L'obelisco sorge in mezzo al National Mall, al centro della capitale americana. È il nono edificio più alto di Washington ed è anche fra le più alte strutture in muratura esistenti al mondo, elevandosi in altezza per oltre 169 metri. Costituito da blocchi di marmo, granito e arenaria, fu progettato dall'architetto americano Robert Mills negli anni quaranta dell'Ottocento.
La sua costruzione cominciò nel 1848 durante la presidenza di James Knox Polk, ma fu interrotta fino al 1884, quando riprese quasi trent'anni dopo la morte del suo progettista. Questo lungo intervallo fu determinato da un'improvvisa mancanza di fondi dovuta alla guerra civile americana. La differenza di colore nel marmo del rivestimento, visibile a circa 45 metri di altezza, marca ancor oggi il punto in cui la costruzione fu interrotta e poi ripresa nel 1876.
La posa della prima pietra avvenne il 4 luglio 1848, la cuspide metallica fu posta in sito il 6 dicembre 1884 e l'inaugurazione ufficiale del monumento avvenne il 9 ottobre del 1888. Una volta completato, il monumento divenne l'edificio più alto del mondo, superando la cattedrale di Colonia, precedente detentrice del record. Nel 1889 il monumento perse il primato una volta che a Parigi fu completata la Tour Eiffel. L'enorme obelisco si specchia scenograficamente sulla superficie della reflecting pool che si estende a ovest, verso il Lincoln Memorial.

## Storia
Fra i padri fondatori degli Stati Uniti, Washington fu proclamato, ancora vivo, "padre della patria" in riconoscimento delle sue capacitá di comando militare e politico durante e dopo la Guerra d'indipendenza americana. Dopo aver ricoperto la carica di presidente dei neonati Stati Uniti per due volte di seguito, Washington decise di ritirarsi a vita privata e morí improvvisamente due anni dopo, nel 1799.
L'erezione di una grande statua equestre dedicata a Washington era già stata decisa dal congresso fin dal 1783, ma durante l'ondata di commozione successiva alla morte del padre della patria, John Marshall, deputato della Virginia, propose che gli fosse eretta una tomba nel Campidoglio. La mancanza di fondi, il disaccordo sul tipo di mausoleo da costruire e la riluttanza della famiglia di Washington a riesumare il corpo dello statista paralizzarono a lungo l'iter del progetto.

## Progettazione
Finalmente nel 1833 si fecero dei progressi verso l'inizio dei lavori. Nel centesimo anniversario della nascita di George Washington un largo gruppo di cittadini fondò la Washington National Monument Society (Societá nazionale per il monumento di Washington). La società cominciò a raccogliere fondi e donazioni ed entro la metà degli anni 1830, avendo ormai raccolto più di 28.000 dollari, fu in grado di bandire un concorso per la progettazione del monumento. Il concorso si svolse nel 1836 e fu vinto da un progetto dell'architetto Robert Mills che aveva già eretto un monumento per Washington a Baltimora, costituito da una colonna sormontato da una statua dello stesso presidente.
Il progetto di Mills immaginava un obelisco alto 183 metri, rastremato e dalla cima quasi piatta. L'obelisco doveva essere circondato da un enorme colonnato circolare, sopra il quale sarebbe sorta una statua di Washington alla guida di un carro trionfale. All'interno del colonnato avrebbero trovato posto le statue di altri 30 importanti protagonisti della guerra d'indipendenza americana.
Il progetto di Mills fu sottoposto ad aspre critiche e in più sarebbe costato più di un milione di dollari (equivalenti a 21 milioni del 2008), il che spinse la WNMS a ritardare la costruzione. Nel 1848 i membri dell'associazione decisero di cominciare a costruire l'obelisco, lasciando la questione del colonnato e delle statue per un momento futuro. I membri dell'associazione erano convinti che una volta investiti nei lavori iniziali gli 87.000 dollari già raccolti, l'aspetto maestoso del monumento in costruzione avrebbe spinto altre persone a fare donazioni e a completare il progetto.

## La costruzione

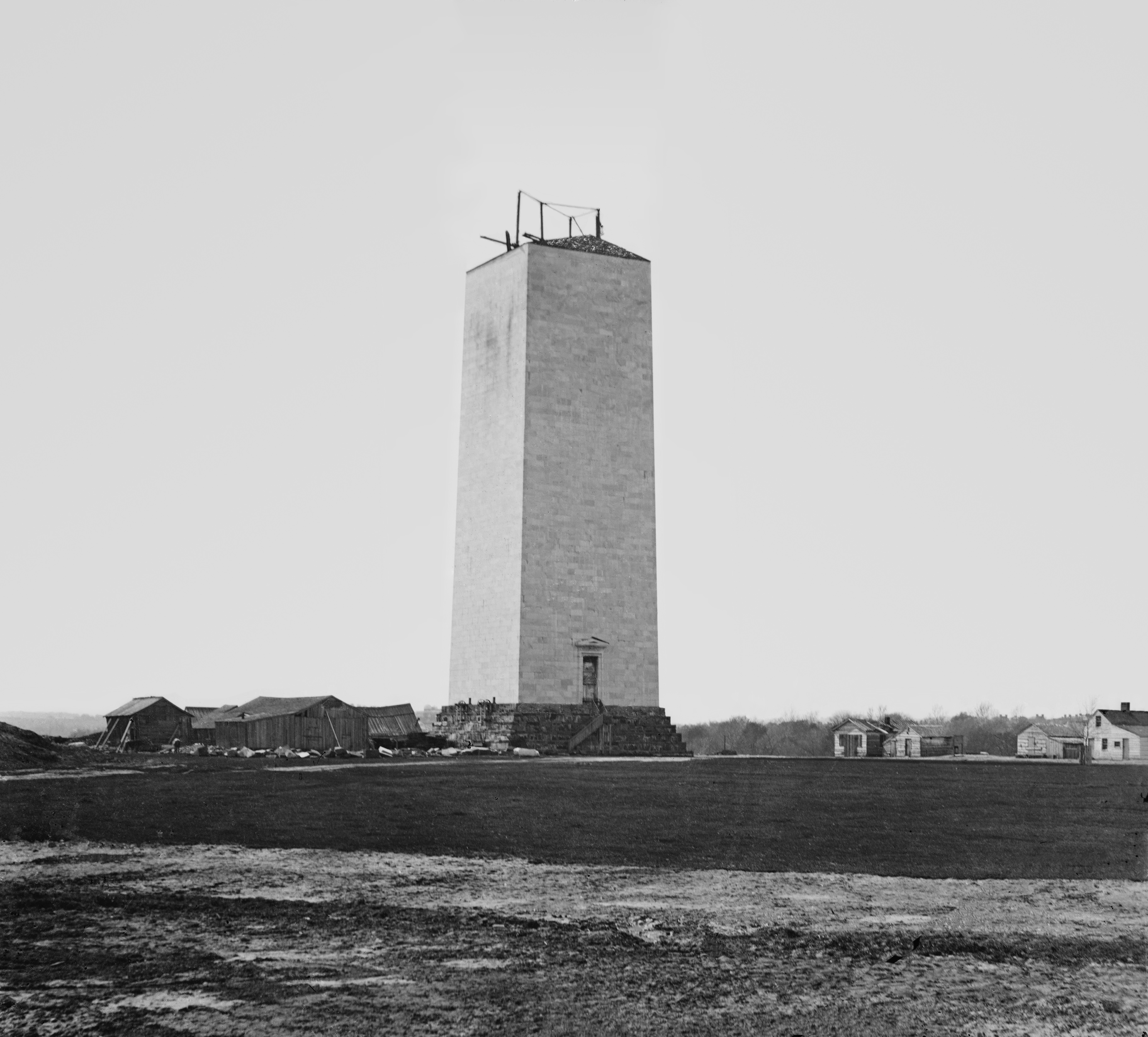
Il monumento in fase di costruzione (1860 circa)

Lo scavo delle fondamenta cominciò nella primavera del 1848 e la prima pietra fu posata con un'elaborata e fastosa cerimonia massonica il 4 di luglio. La costruzione continuò fino al 1854, quando i fondi raccolti si esaurirono. L'anno successivo il congresso stanzió la sostanziosa cifra di 200.000 dollari per il proseguimento dei lavori. Lo stanziamento fu però bloccato quasi immediatamente.
Il blocco dei fondi avvenne a causa di un nuovo sistema che la WNMS aveva adottato per raccogliere fondi per la costruzione, incoraggiando singoli, organizzazioni e istituzioni a inviare lapidi commemorative che sarebbero poi state murate nelle mura interne dell'obelisco. Organismi di ogni tipo si mobilitarono per inviare lapidi commemorative, incluse alcune tribú indiane, società professionali e persino Stati stranieri. Molte di queste lapidi recavano però iscrizioni che poco o nulla avevano a che fare con la commemorazione di George Washington. Per esempio la lapide inviata dai templari dell'onore e della temperanza conteneva soltanto un invito a non bere o commerciare vini e liquori.
All'inizio degli anni 1850, papa Pio IX inviò un blocco di marmo commemorativo con incisa la frase "A Roma Americae", cioè: da Roma all'America. Nel marzo del 1854 i membri del Nativist American Party, un partito xenofobo e anticattolico, meglio noti come i "know nothings" ("so niente", per la segretezza che circondava la loro organizzazione), rubarono la pietra del papa per protesta e la gettarono nel Potomac. Successivamente i know-nothing riuscirono a prendere il controllo della Washington National Monument Society, in modo da poter bloccare altri tentativi di infiltrazione non-americana.
A questo punto il congresso decise di bloccare il finanziamento della società. La società rimase sotto il controllo del Nativist American Party fino al 1858, aggiungendo al monumento pochi blocchi e di una qualità così scarsa che in seguito dovettero essere rimossi. Il blocco dei fondi tuttavia continuò lungamente anche dopo, a causa dello scoppio della guerra civile americana e della conseguente crisi economica.
Alla fine della guerra ci fu un ritorno di interesse verso il monumento che diventava simbolico dell'unitá del paese. Nel 1876, centesimo anniversario della dichiarazione di indipendenza statunitense, il congresso accordò un altro finanziamento di 200.000 dollari per terminare la costruzione. Il cantiere del monumento intanto era rimasto abbandonato per quasi vent'anni a solo un terzo dell'altezza prevista. Prima che i lavori potessero ricominciare si dovette pensare a una revisione del progetto iniziale. Ci fu un nuovo concorso e alla fine si decise di abbandonare definitivamente l'idea del colonnato e di modificare l'obelisco in modo da conformarlo alle classiche proporzioni di un obelisco egizio.
Nel 1879 la costruzione ripartí sotto la direzione del tenente colonnello Thomas Lincoln Casey del corpo dei genieri. Casey ridisegnò e rafforzò le fondamenta e poi si occupò di trovare un posto per tutte le 193 lapidi commemorative rimaste fuori posto. Per quanto riguarda il rivestimento esterno, fu impossibile ritrovare la stessa cava di pietra usata all'inizio dei lavori e, come risultato, una parte dell'obelisco ha un colore leggermente più scuro del resto.
Questa volta la costruzione del monumento procedette celermente. In quattro anni l'edificio fu completato con un vertice in alluminio pesante 2,8 kg che fungeva anche da parafulmine e che fu posto in sede il 6 dicembre 1884. Si trattava del più grande pezzo di alluminio mai fuso fino a quel momento. In quel periodo, prima dell'invenzione del processo Hall-Hèroult, l'alluminio era un metallo difficilissimo da produrre e costava più dell'oro o del platino.
Il monumento aprí ufficialmente al pubblico il 9 ottobre 1888. Come già detto, era l'edificio più alto del mondo ed è ancora l'edificio più alto di Washington D.C., anche perché una legge urbanistica del 1910 proibisce di costruire edifici che superino più di sei metri la larghezza della sede stradale sottostante, impedendo di fatto la costruzione di grattacieli.
Il monumento di Washington ha sempre attratto grandi folle di visitatori, prima ancora dell'inaugurazione ufficiale. Durante i primi sei mesi di apertura al pubblico si calcola che circa 10.000 persone salirono gli 893 gradini che portano alla cima. Dopo che l'ascensore utilizzato per trasportare il materiale da costruzione fu modificato in modo che potesse portare anche visitatori, il loro numero crebbe ad una media di 55.000 persone al mese, fino agli 800.000 visitatori annui che il monumento raggiunge ai giorni nostri.

## Il sequestro del 1982
Nel 1982 il monumento di Washington fu oggetto di un tentativo di sequestro da parte di un contestatore delle armi nucleari, Norman Mayer. Questo parcheggiò un furgone alla base del monumento e dichiarò che era pieno di esplosivo. Successivamente Mayer liberò alcuni turisti che erano rimasti intrappolati nel monumento. L'incidente terminò con l'uccisione di Mayer da parte della polizia, che in seguito scoprí che nel furgone non c'era traccia di esplosivo.

## Il terremoto del 2011
In seguito al sisma di magnitudo 5,9 sulla scala Richter del 23 agosto 2011 che ha colpito una vasta regione della costa est degli Stati Uniti, il monumento ha riportato gravi lesioni nella parte superiore dell'obelisco costringendo le autorità a chiudere l'accesso ai visitatori fino al 13 maggio 2014 quando è stato finalmente riaperto al pubblico con una cerimonia ufficiale di grande sfarzo.